# SN 2006kn
SN 2006kn – supernowa typu II odkryta 30 września 2006 roku w galaktyce A205805+0054. W momencie odkrycia miała maksymalną jasność 21,00m.